# Gare de Vénissieux
Pour la station de métro, voir Gare de Vénissieux (métro de Lyon).
La gare de Vénissieux est une gare ferroviaire française de la ligne de Lyon-Perrache à Marseille-Saint-Charles (via Grenoble), située sur le territoire de la commune de Vénissieux, dans la métropole de Lyon en région Auvergne-Rhône-Alpes.
La première gare est mise en service en 1858 par la Compagnie des chemins de fer du Dauphiné (CFD), puis elle deviendra après fusion une gare de la Compagnie des chemins de fer de Paris à Lyon et à la Méditerranée (PLM).
Elle est une gare voyageurs de la Société nationale des chemins de fer français (SNCF), desservie par des trains TER Auvergne-Rhône-Alpes.

## Situation ferroviaire
Établie à 186 mètres d'altitude, la gare de Vénissieux est située au point kilométrique (PK) 7,782 de la ligne de Lyon-Perrache à Marseille-Saint-Charles (via Grenoble), entre les gares de Lyon-Jean-Macé et de Saint-Priest.

## Histoire

### Première gare
La gare de Vénissieux est mise en service le 1er juillet 1858 par la Compagnie des chemins de fer du Dauphiné, lorsqu'elle ouvre à l'exploitation la première section de Lyon à Bourgoin de sa concession de Lyon à Grenoble. Le 22 juillet 1858, la Compagnie du Dauphiné fusionne avec la Compagnie des chemins de fer de Paris à Lyon et à la Méditerranée. Néanmoins elle ne devient véritablement une gare du réseau PLM que deux ans plus tard car la convention de fusion prévoit que la fusion sera effective qu'après deux années d'exploitation de la ligne.
La gare est alors située sur l'actuelle rue Eugène-Marchal face à l'actuelle rue de l'Ancienne gare (45° 42′ 25″ N, 4° 52′ 59″ E).
En 1911, c'est une gare de la Compagnie du PLM, qui peut recevoir et expédier des dépêches privées et qui est ouverte aux services complets de la grande et de la petite vitesse, à l'exclusion des chevaux chargés dans des wagons-écuries s'ouvrant en bout et des voitures à quatre roues, à deux fonds et à deux banquettes dans l'intérieur, omnibus, diligences, etc.. Elle est située sur la ligne de Lyon à Grenoble et à Marseille, entre les gares de Lyon-Guillotière et de Saint-Priest.
En 1920, la Compagnie du PLM crée le dépôt de Vénissieux, qui a son ouverture est une annexe de ceux de Vaise et de la Mouche.

### Deuxième gare
En 1992, la ligne D du métro de Lyon est prolongée jusqu'à Vénissieux. Un pôle multimodal est construit sur le boulevard Ambroise-Croizat. La gare est alors déplacée 430 mètres plus à l'est dans ce nouveau pôle.

## Fréquentation
Selon les estimations de la SNCF, la fréquentation annuelle de la gare s'élève aux nombres indiqués dans le tableau ci-dessous.
| Année                     | 2015    | 2016    | 2017    | 2018    | 2019    | 2020    | 2021    | 2022    | 2023    |
| ------------------------- | ------- | ------- | ------- | ------- | ------- | ------- | ------- | ------- | ------- |
| Voyageurs                 | 190 252 | 179 328 | 173 281 | 159 707 | 185 295 | 113 683 | 141 306 | 173 756 | 191 194 |
| Voyageurs + Non voyageurs | 237 815 | 224 160 | 216 601 | 199 633 | 231 619 | 142 104 | 176 632 | 217 195 | 238 993 |

## Service des voyageurs

### Accueil

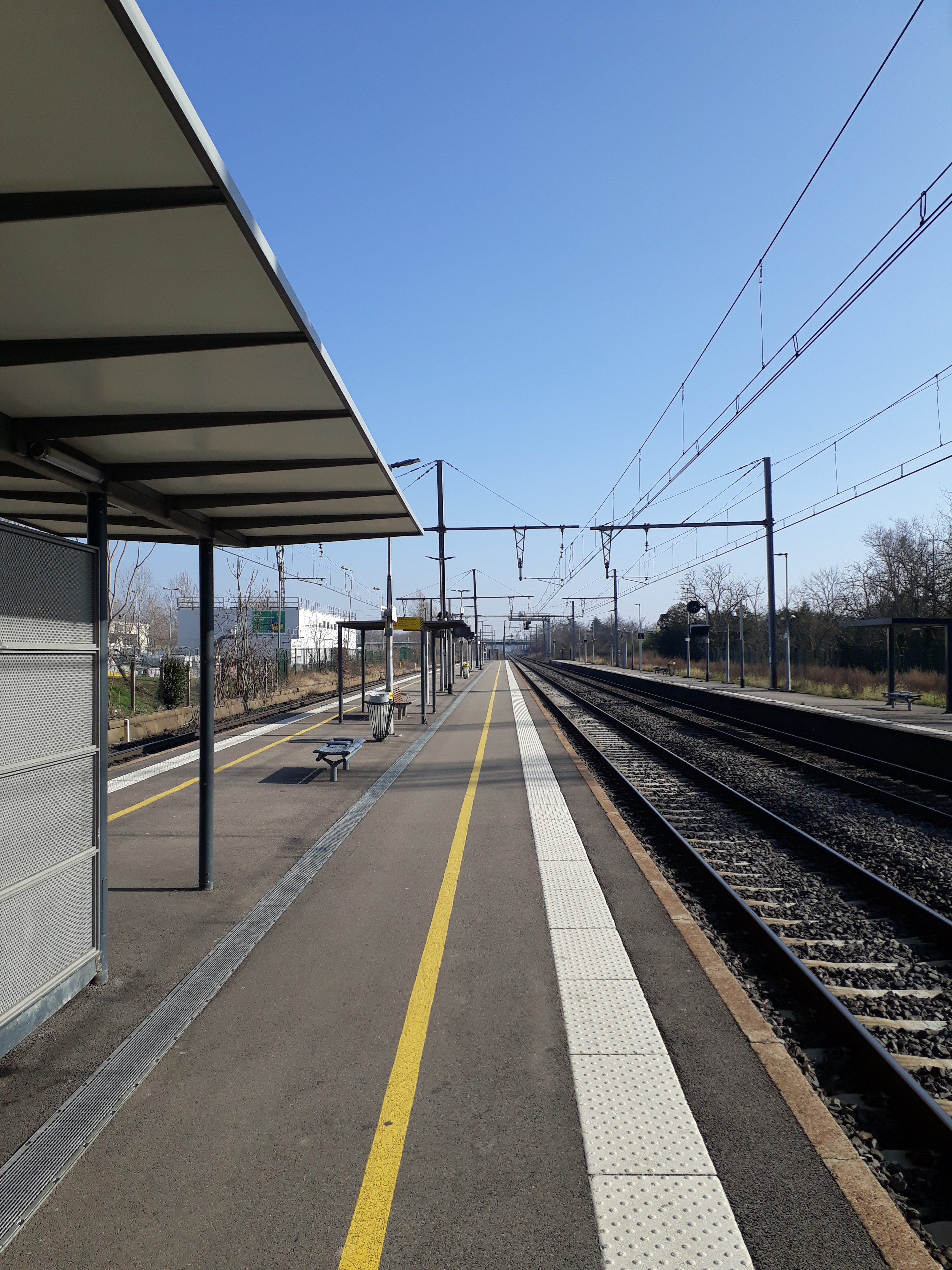
Vue des quais

Gare SNCF, elle dispose d'un bâtiment voyageurs, avec guichet, ouvert du lundi au samedi et fermé les dimanches et jours fériés. Elle est équipée d'automates pour l'achat de titres de transport TER.

### Dessertes
Vénissieux est desservie par des trains TER Auvergne-Rhône-Alpes de la relation de Lyon-Perrache à Saint-André-le-Gaz.

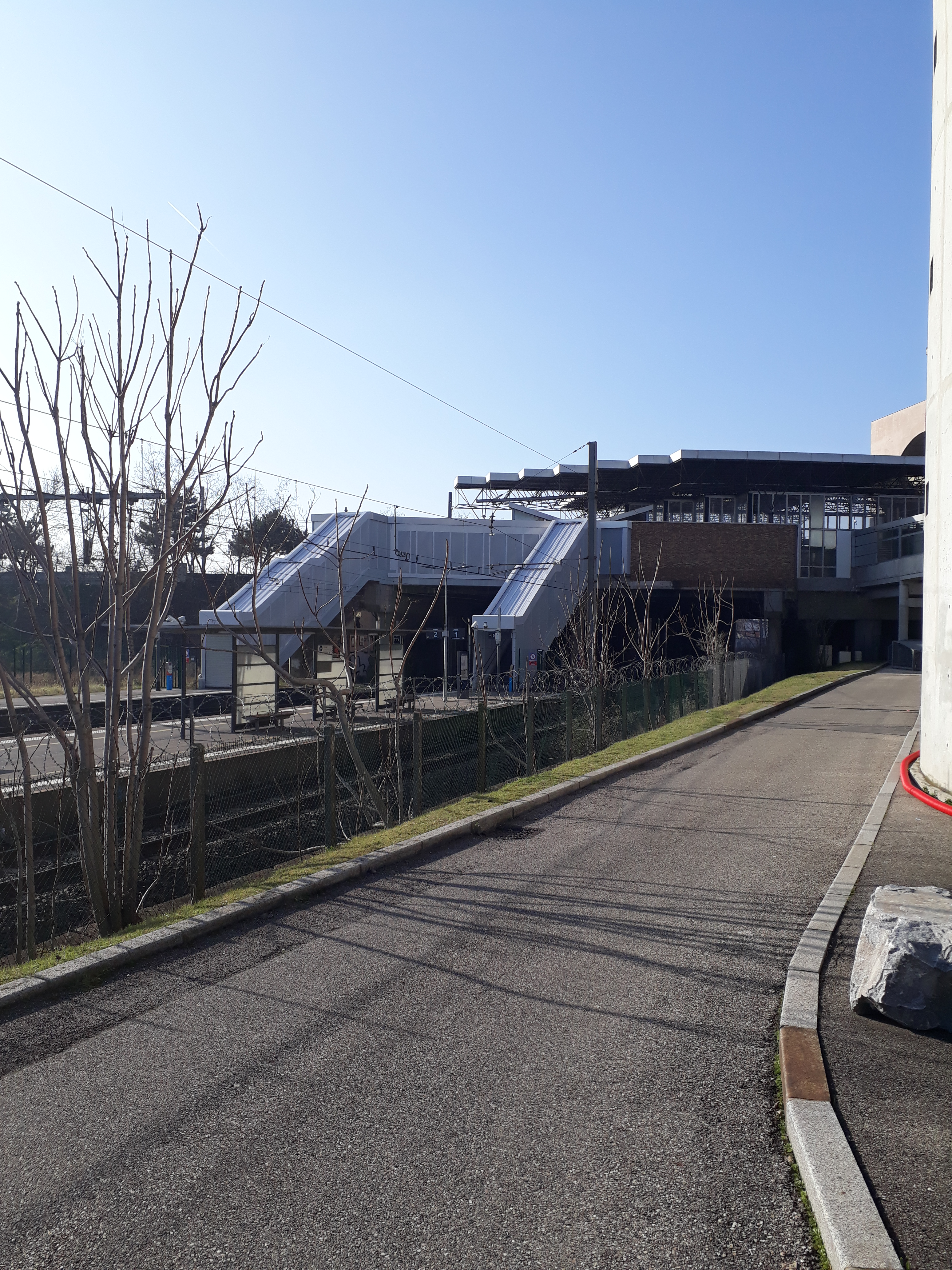
Vue du bâtiment voyageurs

### Intermodalité
Un parc pour les vélos (consignes individuelles et accroches vélos en libre accès) et un parking pour les véhicules y sont aménagés.
Elle est complétée par un pôle d'échange des transports en commun lyonnais, autour de la station Gare de Vénissieux : départ et terminus de la ligne D du métro, ligne de  tramway T4 et de lignes d'autobus du réseau urbain (35, 39, 54, 62, 87, 93, Zi1 et N81 (juillet et août uniquement)).

## Service des marchandises
Cette gare est ouverte au service du fret (tout services).

## Dépôt des locomotives
En 1920, la Compagnie du PLM crée le dépôt de Vénissieux dans la banlieue de Lyon, qui, a son ouverture, est une annexe de ceux de Vaise et de la Mouche.
Ce dépôt assurait, à ses débuts, la maintenance du matériel pour la traction des trains sur l'étoile Lyonnaise. Il fut d'abord un important dépôt de locomotives à vapeur à ses débuts, puis devient mixte (vapeur et diesel), pour s'occuper ensuite d'engins diesel et de turbotrains à partir de Septembre 1972, sous la direction d'André Rasserie, avec agrandissement et construction de hangars et bureaux, pour permettre l'entretien de rames ETG et RTG pendant 30 ans. Il est désormais, avant tout, un dépôt de locomotives et d'automotrices électriques, mais du matériel Diesel (rames et locomotives) y est encore entretenu.
En 2019, un nouveau bâtiment appartenant au technicentre est livré en remplacement de celui d'Oullins,.
En 2020, le technicentre de Vénissieux assure la maintenance d'une partie des automotrices électriques du TER Auvergne-Rhône-Alpes (Z 55500, Z 23500, Z 27500 et Z2 (radiées depuis, sauf en région Grand-Est)), ainsi que des locomotives électriques et thermiques de Fret SNCF et d'Akiem.